# Partido Liberal (Movimiento Renovación)
El Movimiento Renovación (MR) fue un partido político paraguayo creado en 1962 como resultado de una escisión del viejo y opositor Partido Liberal para participar en el sistema político de la dictadura del general Alfredo Stroessner. En 1976 cambió su nombre a Partido Liberal (PL), aparentando así ser el legítimo continuador del viejo partido. Participó en las sucesivas elecciones celebradas durante la dictadura desde las generales de 1968. Tras el derrocamiento de Stroessner, en las elecciones pluripartidistas de 1989 obtuvo unos resultados puramente testimoniales y fue totalmente superado por su rival dentro del liberalismo, el Partido Liberal Radical Auténtico (PLRA). En 1990 el partido se integró en el PLRA.

## Origen

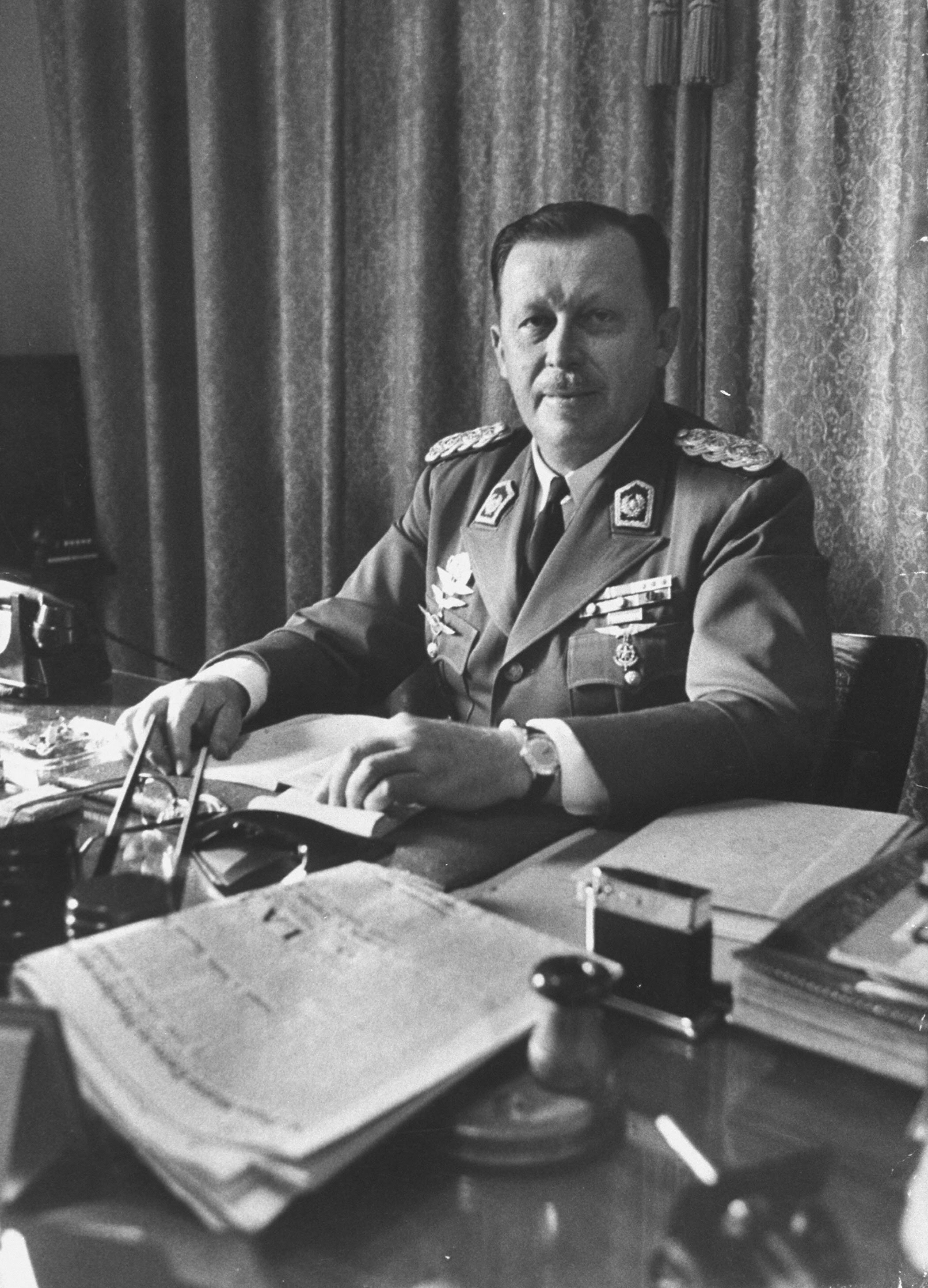
Alfredo Stroessner promovió que el Movimiento Renovación se convirtiera en el «legítimo» sucesor del Partido Liberal para dar una apariencia pluripartidista a su régimen.

A principios de los años 1960, la dictadura de Alfredo Stroessner llevaba ya bastantes años implantada en Paraguay. Desde 1947, el gobernante Partido Colorado era la única fuerza política legal, lo que hacía que el régimen fuera de partido único. Stroessner buscaba realizar una reforma que proporcionase a su dictadura una apariencia pluralista sin aflojar el control político del país. Este deseo se incrementó por la presión de la administración estadounidense liderada por el presidente John F. Kennedy. Por consiguiente, el dictador ofreció al opositor Partido Liberal la posibilidad de ser legalizado y concurrir a las elecciones. La mayoría del partido rechazó el ofrecimiento, que les pareció que no ofrecía garantías de implantar una auténtica democracia y que consideraban contribuiría a reforzar al régimen, pero un sector minoritario pensó que la legalización y la obtención de una bancada parlamentaria podía proporcionar un medio para transmitir al pueblo los anhelos del partido de transformar el sistema político. En 1962, este sector —denominado Movimiento Renovación (MR)— aceptó la propuesta del presidente para concurrir a las elecciones.
El Movimiento Renovación concurrió a las elecciones generales de 1963, que volvieron a celebrarse sin garantías para esta nueva oposición legal. El partido obtuvo —según los resultados oficiales— un 7,6% del voto popular frente a un increíble 92,3% del Partido Colorado. No obstante, como la ley electoral aprobada por Stroessner garantizaba que el partido más votado obtendría las dos terceras partes de los escaños parlamentarios fuera cual fuera su porcentaje de voto y la oposición tendría el tercio restante, y puesto que el MR era el único partido de oposición que había concurrido a las elecciones, obtuvo veinte de los sesenta miembros del parlamento unicameral. Stroessner ofrecía así una aparente imagen de vuelta al tradicional bipartidismo paraguayo, si bien con un control hegemónico por parte de los colorados. Por su parte, el nuevo partido obtuvo algunos privilegios por participar en el régimen: autorización para publicar un semanario propio, posibilidad de realizar reuniones públicas en recintos cerrados y un acceso limitado a la radio. Uno de estos privilegios fue el de poder utilizar como propio el nombre del viejo Partido Liberal (PL), aparentando así ser su continuador. Ante este hecho, el sector mayoritario del partido —que seguía siendo ilegal— optó por cambiar su denominación a Partido Liberal Radical (PLR) para diferenciarse del partido legalizado al que consideraba colaboracionista.

## Desarrollo
En 1967 el Partido Liberal Radical aceptó ser legalizado y participar en el proceso electoral. Como consecuencia, en las elecciones de 1968 participaron el propio Partido Liberal (antes Movimiento Renovación), el PLR y el izquierdista Partido Revolucionario Febrerista (PRF) en un aparente proceso de apertura. Según los resultados oficiales, el Partido Colorado obtuvo esta vez un resultado algo más modesto pero igualmente contundente: el 70,92% de los votos. El PL bajó hasta el 4,25% siendo superado por el PLR. El sistema electoral ofrecía un tercio de los escaños a los partidos diferentes del más votado con independencia de su porcentaje de votos, pero distribuía ese tercio entre ellos en proporción al voto de cada uno. Esto supuso que el PL solo obtuvo tres diputados y un senador, reduciéndose así su importancia política.
Las esperanzas de que la apertura política avanzara progresivamente se vieron definitivamente frustradas con los resultados oficiales de las elecciones de 1973, en las que el Partido Colorado incrementó su porcentaje de votos hasta un difícilmente creíble 83,64%. El PL bajó hasta el 3,02%, nuevamente superado por el PLR.

## Transformación
En 1977, ante la incapacidad del régimen para realizar una transición hacia la democracia, el PL y el PLR iniciaron negociaciones tendentes a reunificarse y dejar de participar en el proceso electoral de la dictadura. De esta forma, el parlamento volvería a contar únicamente con representantes del gobernante Partido Colorado y el régimen perdería la tibia imagen de pluralismo político que había forjado. Sin embargo, el gobierno impidió esta acción. Promovió que una minoría colaboracionista del PL celebrara una convención en la que se atribuía la representación del partido y le atribuyó el uso del nombre, siglas y patrimonio del PL e hizo algo similar con el PLR. Los sectores mayoritarios de ambos partidos quedaron nuevamente ilegalizados y crearon el Partido Liberal Radical Auténtico (PLRA), contrario a la participación electoral.
A partir de ese momento, el PL fue solamente una organización títere del gobierno dictatorial que servía a este para simular la existencia de un cierto pluralismo político. En las elecciones de 1978 el partido obtuvo un 3,7% de los sufragios según el viciado recuento oficial. La situación se mantuvo prácticamente invariable durante los últimos años de la dictadura. En las elecciones de 1983 al PL se le atribuyó un 3,24% del voto y en  las de 1988, un 3,17%.

## Desaparición
La situación política cambió radicalmente con el golpe de Estado de 1989 que puso fin a la dictadura de Stroessner. El nuevo hombre fuerte y líder del Partido Colorado —el general Andrés Rodríguez— introdujo sustanciales cambios, entre ellos la legalización del PLRA y algunas otras fuerzas políticas y la introducción de la proporcionalidad en el sistema electoral.
El PL, tras absorber al nuevo y pequeño Partido Liberal Teeté (PLT), se presentó a las elecciones de 1989 como siempre había venido haciendo. Pero las circunstancias eran distintas. Aunque el Partido Colorado obtuvo más del 70% de los votos, fue el PLRA el que ganó la representatividad de la todavía minoritaria oposición. El PL —ya inútil para su labor auxiliar del partido gobernante— obtuvo solo en torno a un 0,4% de los votos y ningún representante, y quedó completamente aplastado. Todavía poco después el partido intentó aumentar su nula influencia política absorbiendo al igualmente irrelevante Partido Liberal Radical Unificado. Sin embargo, en 1990 el partido se resignó y optó por integrarse en el PLRA, con lo cual este pudo definitivamente proclamarse sucesor del antiguo Partido Liberal.